# Marc Zanni i Vilamitjana
Marc Zanni i Vilamitjana (Barcelona, 8 de novembre de 1969) és un director i actor de doblatge català. És conegut per posar veu a molts personatges d'anime en català i castellà, la majoria d'ells amb papers principals, com Son Goku, a partir del canvi de veu del personatge.

## Biografia

### Actor de doblatge
Amb estudis a l'escola de doblatge APADECA, Marc Zanni va començar a dedicar-se professionalment al doblatge a la darreria dels anys vuitanta del segle xx. El seu primer paper en un doblatge de sèrie va ser La senyoreta, en el personatge de Bentinho, interpretat per Grande Otelo.
És conegut per ser el doblador del personatge de Goku, en la seva etapa adulta, el principal protagonista de les sèries Bola de Drac Z i Bola de Drac Z Kai, a més de quan es transforma en superguerrer de quart nivell a Bola de Drac GT. Va ser l'encarregat de dirigir el doblatge de les sèries Bola de Drac GT i Bola de Drac Z Kai i el de la pel·lícula Bola de Drac Z: La Batalla dels Déus, en què va repetir el seu rol de veu d'en Son Goku.
També ha doblat en català personatges de diverses sèries d'animació japonesa com Ranma Saotome (noi) a Ranma ½, Ichigo Kurosaki a Bleach o Hanamichi Sakuragi a Slam Dunk. A banda de l'animació, ha posat la veu a actors com Ben Stiller i Brendan Fraser.

### Direcció de doblatge
A més a més, ha dirigit el doblatge de sèries com El Senyor dels Anells: Els anells de poder, One Piece (on posa la veu a Roronoa Zoro), Shin Chan (on dobla al pare del protagonista i la cançó de tancament), els Teletubbies (fent de Dipsy) i Little Britain (doblant l'actor David Walliams en diversos personatges)', entre d'altres.
Per la seva tasca a El Senyor dels Anells: Els anells de poder, va ser finalista de la categoria de millor traducció i adaptació per doblatge de sèrie als XI premis ATRAE.

### Publicacions
El 2012 va escriure, amb Joan Sanz Bartra, doblador del personatge de Vegeta, el llibre La sèrie de la teva vida, on es tracten anècdotes i experiències relatives sobretot al doblatge de les sèries de Bola de Drac. Amb Joan Sanz i Carles Lladó van crear el grup «M'anime l'anime» on es potencia el món del doblatge anime.
L'any 2004 va participar en el V Premi de Narrativa (Premis Ciutat d'Olot) d'experimentació literària, quedant finalista amb l'obra Cors de mons, i també és autor del recull de poesies Dins d'un glop.

### Vida personal
És fill del també actor i director de doblatge Joan Zanni.